# Homalostethus parvus
Homalostethus parvus är en insektsart som beskrevs av Victor Lallemand 1923. Homalostethus parvus ingår i släktet Homalostethus och familjen spottstritar. Inga underarter finns listade i Catalogue of Life.